# Papirus 127
Papirus 127 (według numeracji Gregory-Aland), oznaczany symbolem {\displaystyle {\mathfrak {P}}^{127}} – grecki rękopis Nowego Testamentu pisany na papirusie, w formie kodeksu. Paleograficznie datowany jest na V wiek. Zawiera fragment Dziejów Apostolskich. Znaleziony został w Oksyrynchos.

## Opis
Zachowały się fragmenty ośmiu kart kodeksu. Oryginalne karty kodeksu miały rozmiar 21,5 na 16,5 cm).
Zachowany tekst Dziejów Apostolskich zawiera wiersze 10,32–35, 40–45; 11,2–5, 30; 12,1–3, 5, 7–9; 15,29–31, 34–36, (37), 38–41; 16,1–4, 13–40; 17,1–10. Tekst pisany jest w dwóch kolumnach na stronę, 22–26 linijek na stronę.

## Historia rękopisu
Papirus prawdopodobnie odkryty został w Oksyrynchos. Tekst rękopisu został opublikowany w 2007 roku. Jest jednym z bardziej znaczących świadków tekstu Dziejów Apostolskich odkrytych w ciągu ostatniego stulecia.
Papirus wciągnięty został na listę papirusowych rękopisów Nowego Testamentu prowadzonej przez Institut für neutestamentliche Textforschung (INTF) w 2009 roku. Skatalogowany został pod numerem 127. Jest cytowany w 28 wydaniu greckiego Nowego Testamentu Nestle-Alanda (NA28).
Rękopis przechowywany jest w Ashmolean Museum (P. Oxyrhynchus 4968) w Oksfordzie.